# Eurycea pterophila
Espèce
Statut de conservation UICN

 DD  : Données insuffisantes
Eurycea pterophila est une espèce d'urodèles de la famille des Plethodontidae.

## Répartition
Cette espèce est endémique du centre du Texas aux États-Unis. Elle se rencontre dans le comté de Hays.

## Publication originale
- Burger, Smith & Potter, 1950 : Another neotenic Eurycea from the Edwards Plateau. Proceedings of the Biological Society of Washington, vol. 63, p. 51-58 (texte intégral).